# Nordegren & Epstein i P1

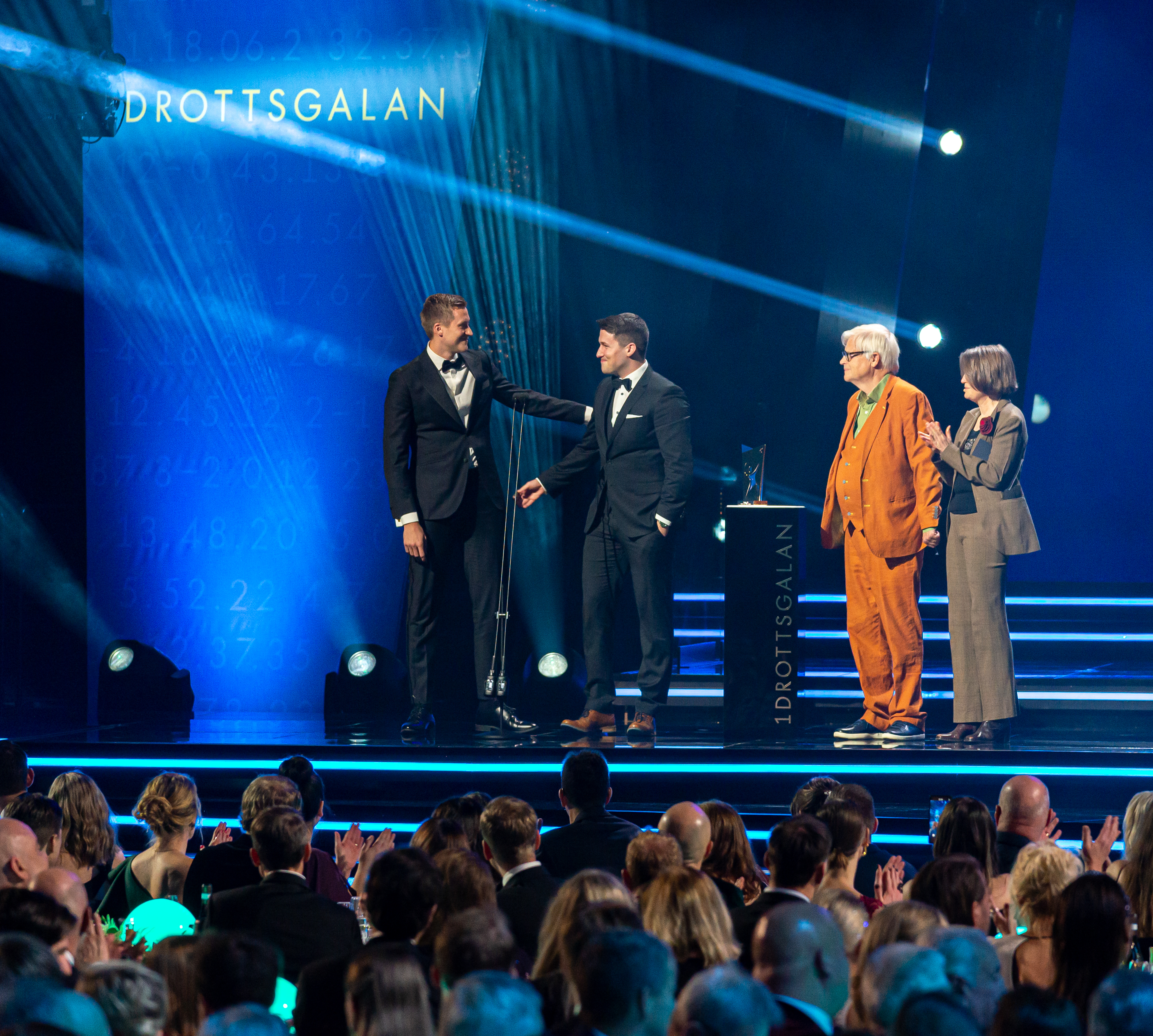
Louise Epstein och Thomas Nordegren presenterar vinnarna i kategorin Årets lag, bordtennisduon Mattias Falck och Kristian Karlsson, på Svenska Idrottsgalan 2023.

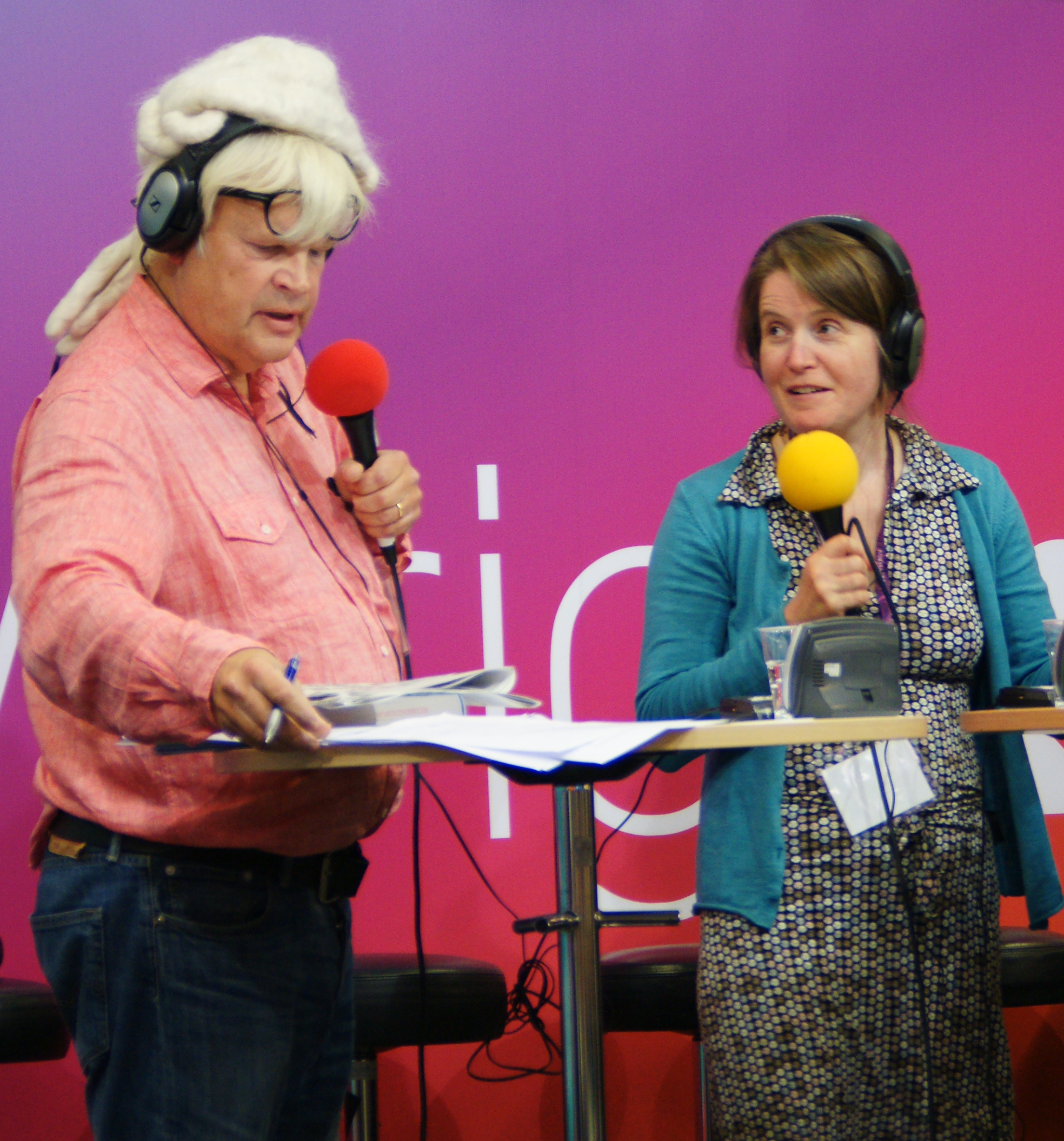
Thomas Nordegren och Louise Epstein under sändning på Bokmässan 2016. Nordegren iklädd peruk i samband med att den svenska tryckfriheten firar 250 år.

Nordegren & Epstein i P1 var en svensk talkshow i Sveriges Radio P1 som sändes mellan januari 2011 och januari 2023.

## Programmets historia och format
När Nordegren flyttade hem till Sverige efter tio år som utrikeskorrespondent började han i oktober 2008 sända talkshowen Nordegren i P1 två dagar i veckan efter Annika Lantz med olika bisittare. En av Nordegrens bisittare var Louise Epstein. Med början i januari 2011 ledde Nordegren och Epstein hälften av programmen men med fyra olika bisittare vardera. Därefter övergick man till formatet där Nordegren och Epstein var varandras bisittare. I programidén låg att bisittaren intog en kritisk roll till det som programledaren framförde.
På måndagar och onsdagar leddes programmet av Louise Epstein, och på tisdagar och torsdagar av Thomas Nordegren, där den som inte ledde programmet var bisittare. Programmet hade inbjudna gäster kopplade till aktuella ämnen och händelser. De dagar programmet leddes av Epstein kallades programmet Epstein & Nordegren i P1 och de dagar programmet leddes eller bisattes av andra ändrade programmet tillfälligt namn enligt de personernas efternamn.
Nordegren var utlånad till programmet från Ekoredaktionen och Epstein från Sveriges radios kulturredaktion.

### Rättelser och förtydliganden
Enligt Nordegrens bedömning var programmet det program på Sveriges radio som var mest generöst med att sända rättelser och förtydliganden. Rättelserna var ofta utförliga och med ljudillustrerade tillbakablickar från tidigare program. Den 18 maj 2016 sändes fyra rättelser i samma program. Ibland lästes rättelserna före signaturen. Programledarna läste rättelserna själva.
Nordegren har i programmet öppet kritiserat Sveriges radios program Ekonyheterna och Studio Ett för att nästan aldrig rätta felaktigheter i sina program. Nordegren har även i anslutning till programmet kritiserat Ekot när han ansåg att de genom tendentiöst ordval inte förhöll sig neutrala i sin rapportering.

### Signatur
Signaturen var en bearbetad sampling från en opera som inte har kunnat identifieras av programredaktionen. Programledarna har bett lyssnare som vet vilken opera det är att kontakta redaktionen med information för att därefter kunna uttyda texten i signaturen.

### Nordegren & Epstein läggs ner
Den 6 december 2022 meddelade  Thomas Nordegren och Louise Epstein i sändning att programmet läggs ner efter 12 år, där den sista sändningen blev den 25 januari 2023 från Berwaldhallen. Den 26 januari sändes ett hopklipp av höjdpunkter ur programmen med reflektioner av programledarna.
Programmet ersattes av Talkshow i P1, med start 30 januari och med Katherine Zimmerman som programledare.

## Bisittare
Utöver att Nordegren och Epstein var varandras bisittare har programmet haft flera bisittare genom åren. Några av dessa är Nina Lekander, Maja Aase, Natalia Kazmierska, Dilsa Demirbag Sten, Hiba Daniel samt Ülkü Holago men även:
- Cecilia Stegö Chilò
- Ulrika Knutson
- Roger Wilson
- Barbro Hedvall
- Lisette Schulman (bisittare till Alex Schulman)
- Tidigare partiledarna
  - Ingvar Carlsson (Socialdemokraterna)
  - Ulf Adelsohn (Moderaterna)
  - Birger Schlaug (Miljöpartiet)
  - Olof Johansson (Centerpartiet)
  - Lars Werner (Vänsterpartiet)
  - Alf Svensson (Kristdemokraterna)
  - Lars Leijonborg (Liberalerna)
- Shima Niavarani
- Aziza Dhaouadi
- Martin Ezpeleta
- Lotta Bromé
- Malou von Sivers
- Jane Magnusson (bisittare till Gunnar Bolin)
- Alexandra Pascalidou
- Johar Bendjelloul alternerade programledarskap med, och bisittare till, Epstein sensommaren 2017 efter att Nordegren vikarierat som korrespondent i USA